# 演奏会用小品
演奏会用小品（えんそうかいようしょうひん）と題する作品は、クラシック音楽に多数存在する。以下に記事が存在するものを列挙する。
- クラリネットとバセットホルンのための演奏会用小品第1番 - フェリックス・メンデルスゾーンの楽曲
- クラリネット、バセットホルンとピアノのための演奏会用小品第2番 - 同上
- ホルンと管弦楽のための演奏会用小品 - カミーユ・サン＝サーンスの楽曲